# Robert Popwell
Robert Lee "Pops" Popwell (29 de diciembre de 1950 – 27  de noviembre de 2017) fue un bajista y percusionista de jazz-funk estadounidense.

## Biografía
Conocido como "Pops", tocó en grupos como The Young Rascals, The Crusaders y el Macon Rhythm Section. The Young Rascals entraron en el Saón de la Fama de Rock and Roll el 6 de mayo de 1997 y en el Salón de la Fama de Grupos vocales en 2005.Trabajó en los álbumes de Aretha Franklin, George Benson, Ron Wood, Al Jarreau, Bobby Womack, Terry Bradds, Larry Carlton, Joe Sample, Smokey Robinson, Bette Midler, Gregg Allman, Bob Dylan, B. B. King, Les Dudek y Randy Crawford, entre otros. También notable su faceta como percusionista en la canción Rock Steady de Aretha Franklin.
Hizo giras con Bette Midler y Olivia Newton-John y apareció en la película Hard to Hold con Rick Springfield.
Popwell murió en Lebanon, Tennessee, a los 66 años.

## Discografía
- 1969: I'm a Loser - Doris Duke
- 1970: Johnny Jenkins - Johnny Jenkins
- 1970: Livingston Taylor - Livingston Taylor
- 1971: Liv - Livingston Taylor
- 1972: The Island Of Real − The Rascals
- 1972: Young, Gifted and Black - Aretha Franklin
- 1973: In Between Tears - Irma Thomas
- 1974: Southern Comfort - The Crusaders
- 1976: Those Southern Knights - The Crusaders
- 1976: Everything Must Change - Randy Crawford
- 1977: Eddie Money - Eddie Money
- 1977: Free As the Wind - The Crusaders
- 1977: Lisa Dal Bello - Lisa Dal Bello
- 1978: Images - The Crusaders
- 1978: Midnight Believer - B.B. King
- 1978: Letta - Letta Mbulu
- 1979: Gimme Some Neck - Ron Wood
- 1979: Praying Spirit - Gloster Williams and Master Control
- 1979: Livin' Inside Your Love - George Benson
- 1980: Strikes Twice - Larry Carlton
- 1981: Love Life - Brenda Russell
- 1982: Baked potato Superlive! - The Greg Mathieson Project
- 1983: No Frills - Bette Midler
- 1990: Collection - Larry Carlton
- 2006: Sumner Sessions - Terry Bradds
- 2007: Master Hands - Terry Bradds
- 2009: Touch of Spice - Terry Bradds and Nioshi Jackson